# František Adamec (1922)
František Adamec (28. února 1922, Dědice u Vyškova – 15. listopadu 2011, Kroměříž) byl český katolický duchovní, katecheta a politický vězeň komunistického režimu. Byl dlouholetým farářem ve farnosti Vacenovice (1975–2009) a čestným kanovníkem kroměřížské kapituly (2000).

## Život
Po obecné škole v Dědicích (1928–1933) vystudoval Arcibiskupské gymnázium v Kroměříži (1933–1941) a poté cyrilometodějské bohoslovecké učiliště (1941–1945) a Cyrilometodějskou teologickou fakultu (1945–1946) v Olomouci. Kněžské svěcení obdržel 5. července 1946, rok byl farním vikářem v Drahotuších u Přerova a poté byl dva roky studijním prefektem a učitelem jazyků na rodném AG.
Dne 19. února 1949 byl zatčen pro údajný špatný vliv na mládež a 29. června odsouzen na 4 roky a 10 měsíců, po odvolání mu byl 18. října téhož roku trest „za drzost“ zpřísněn na deset let. V letech 1949–1956 byl vězněn, prošel tábory při uranových dolech na Jáchymovsku (doly Barbora a Svatopluk) a několika dalšími pracovními tresty, dále věznicí Bory, Valdicemi a Ruzyní.
Propuštěn byl na prezidentskou amnestii a po získání státního souhlasu působil postupně v Ivanovicích, Chvalkovicích na Hané, Uherském Hradišti, Starém Městě u Uherského Hradiště a v letech 1975 až 2009 působil ve Vacenovicích. Poslední dva roky života prožil v Kroměříži.
Dne 14. dubna 2000 byl jmenován čestným kanovníkem Kolegiátní kapituly u svatého Mořice v Kroměříži. Byl čestným občanem Jeruzaléma a Vacenovic, kde je také pohřben.